# River (bài hát của Joni Mitchell)
"River" là một bài hát của nữ danh ca Joni Mitchell, trích từ album Blue vào năm 1971 của bà. Cho dù chưa bao giờ được phát hành dưới dạng đĩa đơn chính thức, đây lại là một bài hát trứ danh từ bà.

## Tổng quát
Trong bài hát, Mitchell ngẫm nghĩ lại mối quan hệ tình cảm vừa tan vỡ của mình trong lúc Giáng sinh đang tới gần. Bài hát này được sử dụng trong bộ phim Almost Famous năm 2000, bộ phim Love Actually năm 2003, trong một tập của loạt phim Alias, thirtysomething, The Wonder Years, Ally McBeal, New Girl và ER.

## Các phiên bản thể hiện lại
Đây là bài hát được thể hiện lại rộng rãi thứ ba của Mitchell (với 227 bản thu âm, chỉ đứng sau "Both Sides, Now" và "Big Yellow Taxi"), với nhiều lần xuất hiện trong các album Giáng sinh bởi các nghệ sĩ nhạc pop, folk và jazz.
Những người thể hiện lại gồm có Cindy Alexander, Tori Amos, Michael Ball, Sara Bareilles, Emilie-Claire Barlow, Tom Barman, Béla Fleck and the Flecktones, Michelle Branch, Kathy Brier, Betty Buckley, Nick Buzz, Rosanne Cash, Charlotte Church, Holly Cole, Shawn Colvin, Allison Crowe, Robert Downey, Jr., Elisa và Terra Naomi, Lara Fabian, Catherine Feeny, Renée Fleming, Liam Frost, Guy Garvey, Cee Lo Green, Angie Hart & Tim Freedman, Heart, Herbie Hancock (hợp tác cùng Corinne Bailey Rae), Indigo Girls, Ben Jelen, Ronan Keating, Amy Kuney, k.d. lang, Halie Loren, Rebecca Luker, Barry Manilow, Aimee Mann, Kate Miller-Heidke, Sarah McLachlan, Lea Michele trên Glee, Grace Notes, Beth Orton, Overboard, Marti Pellow, Hana Pestle, Madeleine Peyroux, Rose Ranger, Ginny Reilly, Dianne Reeves, Linda Ronstadt trong A Merry Little Christmas, Salyu, Janis Siegel, Sister Hazel, Sixpence None the Richer, The Swingle Singers, Angus Stone, James Taylor, Rosie Thomas, Tracey Thorn, Travis, Dave Van Ronk,, Hayley Westenra, Rita Wilson và Rachael Yamagata.